# PW-2 Gapa
PW-2 Gapa – polski szybowiec szkolny zbudowany na Politechnice Warszawskiej.

## Historia
Doświadczenia zebrane podczas prac nad szybowcem ULS-PW pozwoliły na rozpoczęcie w 1984 r. prac nad nową konstrukcją. Zespół Technologii Konstrukcji Kompozytowych w Wydziale Mechanicznym Energetyki i Lotnictwa Politechniki Warszawskiej w składzie: dr inż. Roman Świtkiewicz, mgr inż. Krzysztof Drabarek, mgr inż. Jan Filipiak, mgr inż. Andrzej Gozdalik, mgr inż. Jerzy Kędzierski, mgr inż. Krzysztof Pierzchanowski, mgr inż. Przemysław Pleciński, techn. Stanisław Skrzypek i studenci: Jerzy Tiereszko, Mariusz Brożek, Wojciech Frączek, Jacek Gadomski, Radosław Pochylski, Jakub Tabiszewski i Piotr Śmietanko, zaprojektował i zbudował szybowiec, nazwany początkowo ULS-Zestaw, a później PW-2 "Gapa". Szybowiec został zaprojektowany wg wymagań przepisów JAR-22 i miał służyć do szkolenia metodą jednomiejscową przy starcie za wyciągarką lub z lin gumowych.
W nowej konstrukcji zastosowano wielowarstwową strukturę laminarną w kesonie skrzydła, zoptymalizowano kratownicową konstrukcję żeber spływowych skrzydła, opracowano nową konstrukcję usterzenia, opracowano nowy amortyzator koła głównego. Dodano hamulce aerodynamiczne w postaci obracanych owiewek na zastrzałach skrzydła, w trzecim prototypie na końcach skrzydeł umieszczono rozpraszacze wirów brzegowych (nie stosowano ich w egzemplarzach seryjnych).
Pierwszy prototyp, o numerze fabrycznym U-01, posłużył do prób statycznych, które zakończono w grudniu 1985 r. w Przedsiębiorstwie Doświadczalno-Produkcyjnym Szybownictwa PZL Bielsko (PDPSz PZL-Bielsko) w Bielsku-Białej. Drugi prototyp (U-02) i trzeci (U-03) wykorzystano do badań w locie. Wszystkie prototypy zostały zbudowane na Politechnice Warszawskiej. 
Oblot prototypu (egzemplarz U-02) wykonał January Roman 25 lipca 1985 r. w Warszawie. Egzemplarz U-03 został oblatany w dn. 18 grudnia 1985 r. W trakcie oblotów wykonano łącznie 85 lotów w czasie 25 godzin. W czerwcu 1986 r. szybowiec otrzymał Świadectwo Typu Sprzętu Lotniczego nr BG-148, wydane przez Inspektorat Kontroli Cywilnych Statków Powietrznych, i podjęto decyzję o skierowaniu go do seryjnej produkcji jako PW-2D Gapa.
W sierpniu 1986 roku szybowiec został wykorzystany podczas szkolenia w szkole szybowcowej "Żar" grupy studentów Politechniki Warszawskiej. Szybowiec wykonał, łącznie z lotami instruktorskimi, ok. 500 lotów w ramach tego kursu. W czerwcu 1987 roku Gapa została zaprezentowana na pokazach szybowcowych w Spitzerberg w Austrii, a w sierpniu na wystawie polskich konstrukcji lotniczych zbudowanych poza przemysłem, zorganizowanej na Politechnice Warszawskiej, zdobyła pierwsze miejsce.
Produkcją zajęło się nowo powstałe przedsiębiorstwo Doświadczalne Warsztaty Lotniczych Konstrukcji Kompozytowych, założone przez członków zespołu projektowego, i Politechnika Warszawska. W wersji seryjnej zmieniono układ sterowania, konstrukcję usterzenia oraz keson skrzydła. Zmiany te spowodowały konieczność przeprowadzenia nowych prób statycznych, które wykonano w Bielsku-Białej i w Warszawie. 
16 lutego 1991 r. January Roman oblatał egzemplarz przedseryjny (U-04), o znakach rejestracyjnych SP-P515, który w kwietniu 1991 r. otrzymał Orzeczenie IKCSP nr BG-13/91, rozszerzające Świadectwo Typu i umożliwiające produkcję seryjną. Kolejne zmiany wprowadzono w egzemplarzu U-10, w którym zmieniono konstrukcję usterzenia poziomego. Szybowiec otrzymał nowe Orzeczenie IKCSP nr BG-38/92. 
W 1992 r. szybowiec został przedstawiony na Targach Lotniczych ILA w Berlinie, gdzie wzbudził zainteresowanie firmy Solaire z USA. 
W 1994 r. została opracowania nowa wersja szybowca, nazwana PW-2 Gapa D-bis, w której zainstalowano koło przednie zamiast płozy, zmieniono konstrukcję wiatrochronu, dodano dolny zaczep do startu za wyciągarką oraz dodano możliwość montażu radia. Zmieniona konstrukcja otrzymała w maju 1994 r. kolejne Orzeczenie IKCSP nr BG-16/94.
Łącznie wyprodukowano 19 egzemplarzy szybowca, z czego wyeksportowani 6 egzemplarzy szybowca do USA, 3 egz. do Japonii, 1 do Meksyku oraz 2 do Kolumbii. 
Na bazie szybowca PW-2 Gapa mgr inż. Tomasz Maik opracował koncepcję taniego ultralekkiego samolotu sportowego, ponadto z kadłuba szybowca został zbudowany wózek motolotniowy MotoGapa.
Egzemplarz U-01 znajduje się w zbiorach Muzeum Lotnictwa Polskiego w Krakowie. Z uwagi na to, że był przeznaczony do prób statycznych nie posiada płóciennego pokrycia, lotek i wyposażenia.

## Konstrukcja
Jednomiejscowy górnopłat zastrzałowy o konstrukcji kompozytowej w układzie górnopłata.
Skrzydło o obrysie prostokątnym, dwudzielne, jednodźwigarowe z jednoobwodowym kesonem przednim. Keson i ścianka dźwigara o budowie warstwowej. Część spływowa skrzydła kryta płótnem i cellonowana. Zastrzały z rur duralowych o średnicy 45 x 1,5 mm osłonięte kroplowymi owiewkami, które obracając się stanowią hamulce aerodynamiczne. Lotki poza obrysem skrzydeł, z napędem popychaczowym. 
Kadłub skorupowy z kompozytu szklano-epoksydowego, wyposażony w zaczepy do startu z lin gumowych lub za wyciągarką. Kabina otwarta, osłonięta wiatrochronem, wyposażona w nieprzestawny fotel i przyrządy sterowe. Pedały przestawialne na ziemi. Tablica przyrządów wyposażona w wysokościomierz, prędkościomierz, wariometr i chyłomierz poprzeczny, możliwy montaż radiostacji. 
Usterzenie klasyczne o konstrukcji laminatowej, kryte płótnem. Usterzenie poziome prostokątne ze statecznikiem i sterem. Usterzenie pionowe trapezowe. Sterowanie sterem wysokości popychaczowe, a steru kierunku linkowe.
Podwozie stałe, jednotorowe złożone z przedniej płozy oraz koła głównego na wahaczu z amortyzatorem olejowo-gazowym.